# 李俊昊 (体操运动员)
李俊昊（韩语： I Junho，1995年10月22日—），生于首尔特别市，韩国男子竞技体操运动员，2015年夏季世界大学生运动会男子团体全能银牌得主、2018年亚洲运动会男子团体全能铜牌得主。